# 欣景花園
欣景花園（英語：Felicity Garden），位於香港島筲箕灣內地段759號，是港鐵西灣河站上蓋的私人住宅屋苑，同時是一個複雜而涵蓋了多個功能的發展項目，位於香港島東區西灣河筲箕灣道111號。
欣景花園由4座住宅大廈組成，住宅物業層數為4-25層，住宅數目為732個，全部為三房兩廳、連主人套房設計，一半單位更設工作間及儲物室，建築面積由773至907平方呎不等，單位實用率85%至87%。由前市政局與新世界發展及地下鐵路公司合作發展，及在建築時由地下鐵路公司作項目管理，項目落成後住宅部分交由港鐵公司管理，整個項目由何顯毅建築師事務所（hpa何設計）負責設計，基座地下至3樓設有由港鐵代建的政府設施包括有：由康文署管理的西灣河文娛中心、西灣河體育館、食物及環境衛生署所管理之西灣河街市，平台是休憩花園，地庫則設有港鐵西灣河站。
2021年3月，港置業高級聯席董事朱永健表示，西灣河欣景花園1座中低層H室，3房套連多用途房間隔，面積約732方呎。

## 交通
欣景花園座落港鐵西灣河站上蓋，居民出入大多以鐵路為主。

## 同區屋苑
- 嘉亨灣 (Grand Promenade)
- 逸濤灣 (Les Saisons)
- 鯉景灣 (Lei King Wan)
- THE HOLBORN